# La Fantastique Histoire de Blanche-Neige
Pour plus de détails, voir Fiche technique et Distribution.
La Fantastique Histoire de Blanche-Neige (Grimm's Snow White) est un film fantastique américain de 2012 produit par The Asylum et réalisé par Rachel Lee Goldenberg. Librement inspiré du conte de fées Blanche-Neige, des frères Grimm, le film met en vedette Jane March, Eliza Bennett et Jamie Thomas King.

## Synopsis
Il y a longtemps, un météore s’est écrasé sur Terre où il a brûlé éternellement et est devenu connu sous le nom de Flamme Viridienne et la source ultime de pouvoir. La flamme engendra deux races : les dragons, les défenseurs de la flamme et les elfes, les gardiens de la flamme. Les elfes portaient chacun une pierre qui détient le pouvoir de la flamme et leur donne du pouvoir, mais la plupart des elfes se sont intégrés dans les royaumes humains pour vivre une vie normale. Les humains, cependant, ont commencé à asservir les elfes pour leur pouvoir, ce qui a provoqué des troubles dans les royaumes, laissant beaucoup de gens se tourner vers la prophétie du « puissant luminaire » qui unira le pays et apportera la paix pendant 1000 ans.
De nombreuses années plus tard, l’histoire de la flamme viridienne est devenue un mythe dans les royaumes voisins de Whitevale et Northfalia, qui, selon la légende, a la flamme viridienne quelque part sur ses terres. La princesse Blanche-Neige de Whitevale vient de retourner dans son royaume à la mort de son père, après avoir passé les dernières années dans un couvent. Son père vient de signer un traité de paix entre les deux royaumes et le prince Alexandre de Northphalie vient rendre hommage au roi, il rencontre Blanche-Neige. La belle-mère de Blanche-Neige, la reine Gwendolyn, possède plusieurs pierres elfiques qu’elle utilise pour puiser du pouvoir et consulter son miroir magique, qui lui dit que la beauté de Blanche-Neige a usurpé la sienne. Furieuse, Gwendolyn demande à son chasseur Beasley (avec qui elle a une liaison et qui l’a aidée à organiser la mort du roi) d’emmener Blanche-Neige dans les bois avec un garde de la reine et de lui ramener son cœur. Dans les bois, ils sont attaqués par un dragon avant que Beasley ne puisse tuer Blanche-Neige, et il ramène le cœur du garde à la place après que celui-ci a été tué par le dragon. Gwendolyn nourrit ses chiens avec le cœur, et informe le prince Alexander de la mort de Blanche-Neige, après qu’il a demandé sa main en mariage.
Dans les bois, Blanche-Neige, blessée, est sauvée par un elfe, Runt, qui la ramène dans sa demeure dans les bois mais leur chef elfe, Orlando, s’oppose catégoriquement à sa présence. Au château, Gwendolyn commence à comploter pour épouser Alexander afin qu’elle puisse trouver la flamme viridienne, mais son miroir l’informe que Blanche-Neige vit toujours. Gwendolyn nourrit ses chiens avec Beasley pour sa trahison. Elle envoie des hommes dans la forêt pour trouver et interroger des elfes afin de localiser Blanche-Neige. Lorsque cela s’avère infructueux, elle envoie sa meute de chiens dans les bois pour traquer Blanche-Neige.
Le prince Alexandre fouille également la forêt. Il sauve Blanche-Neige des chiens puis vainc un dragon alors qu’elle s’échappe. Alexander cherche ensuite Blanche-Neige chez Orlando à proximité, mais Orlando la cache et il renvoie le Prince. Orlando s’inquiète de ce que Gwendolyn complote. Il demande aux Elfes Noirs, gardiens de la Flamme Viridienne, de les aider à faire la guerre à Whitevale mais ils refusent. Blanche-Neige et Runt tentent de s’infiltrer dans le château afin qu’elle puisse parler avec Alexandre, mais elle échoue et Runt est capturé par les hommes de la reine. Gwendolyn utilise alors la magie elfe pour se transformer en vieille femme et fabrique un anneau empoisonné. Elle visite le marché, où elle rencontre Blanche-Neige et lui donne la bague qui la fait tomber dans un sommeil comme la mort.
Au château, Alexander trouve un garçon d'écurie qui porte la bague de Blanche-Neige et il la prend. Les elfes pensent que Blanche-Neige a été tuée et préparent pour elle un bûcher funéraire, quand Alexander arrive. Il remplace l’anneau que Gwendolyn a donné à Blanche-Neige par sa propre bague, ce qui brise le sort. Le conseiller d’Alexandre, Hugh, le trahit et raconte à Gwendolyn l’échec de son plan. Elle attaque avec son armée. Alexander et Blanche-Neige se battent aux côtés des elfes. Ils sont finalement aidés par les Elfes Noirs. L’armée de Gwendolyn domine celle des elfes, et elle tente d’organiser un mariage forcé rapide entre elle et Alexandre. Blanche-Neige parvient à se libérer et à décapiter Gwendolyn avant que la cérémonie ne soit terminée. Lorsque Blanche-Neige et Alexandre se marient, les royaumes sont unis et la paix est rétablie.

## Distribution
- Eliza Bennett : Blanche-Neige
- Jane March : la reine Gwendolyn
- Jamie Thomas King : le prince Alexander
- Eberhard Wagner : le roi
- Otto Jankovich : Hugh le conseiller
- Ben Maddox : Beasley le chasseur
- Sebastian Wimmer : Runt
- Alan Burgon : Orlando
- Frauke Steiner : Mara
- Sabine Kranzelbinder : Isabella
- Eric Lomas : Cyrus
- Klara Steinhauser : Allura
- Bernhard Georg Rusch : Wally le garçon d’écurie
- Lukas Johne : le Maître du donjon
- Mac Salamon : le capitaine
- Thomas Nash : le chasseur Aberle
- Alexander T. T. Mueller : le prêtre
- Magdalena Hall : la servante
- Mathias Hacker : Harry, le prisonnier humain
- Stefan Fent : Solis, le garde de la reine
- Benjamin Kornfeld : le garde de la reine Berkley
- Marcus Schramm : la garde de la reine Savage
- Stefan Kurt Reiter : le garde de la reine Rolins
- David Heissig : Elfe des bois
- Sonja Chan : Elfe noir #1
- Lucius Wolter : Elfe noir #2
- David Szalai : Elfe noir #3
- Sarah Xiao Mingruber : Elfe noir #4
- Enis Bunjaku : Elfe

## Production

### Tournage
Le film a été tourné dans et autour de Vienne, en Autriche.

## Versions
Grim’s Snow White est sorti en vidéo à la demande, DVD et Blu-ray le 14 février 2012, plusieurs mois avant Blanche-Neige et le Chasseur des studios Universal.

## Accueil

### Réception critique
Grantland a déclaré dans un éditorial sur The Asylum que « Grimm's Snow White, il s’avère, fait assez bien. L’histoire est adéquate, la scénographie est solide et la star Jane March donne une performance glaciale louable. Ces vertus coexistent avec les chiens géants du prince Alexander, dont le rendu en effets spéciaux numériques est terrible, mais ce sont néanmoins des vertus. »